# Campionati europei di atletica leggera 2022 - 100 metri piani femminili
La specialità dei 100 metri piani femminili dei campionati europei di atletica leggera 2022 si è svolta tra il 15 e il 16 agosto all'Olympiastadion di Monaco di Baviera, in Germania.

## Podio
| Pos.    | Atleta            | Nazionalità   | Tempo | Note |
| ------- | ----------------- | ------------- | ----- | ---- |
| Oro     | Gina Lückenkemper | Germania      | 10"99 | =    |
| Argento | Mujinga Kambundji | Svizzera      | 10"99 |      |
| Bronzo  | Daryll Neita      | Gran Bretagna | 11"00 |      |

## Situazione pre-gara

### Record
Prima di questa competizione, il record del mondo (RM), il record europeo (EU) e il record dei campionati (RC) erano i seguenti.
| Record                | Prestazione | Atleta                               | Data                                               | Competizione         |
| --------------------- | ----------- | ------------------------------------ | -------------------------------------------------- | -------------------- |
| Record mondiale       | 10"49       | Florence Griffith-Joyner Stati Uniti | 16 luglio 1988 Indianapolis, Stati Uniti d'America | Trials olimpici 1988 |
| Record europeo        | 10"73       | Christine Arron Francia              | 19 agosto 1998 Budapest, Ungheria                  | Europei 1998         |
| Record dei campionati | 10"73       | Christine Arron Francia              | 19 agosto 1998 Budapest, Ungheria                  | Europei 1998         |

### Campione in carica
La campionessa europea in carica era:
| Campione | Atleta                         | Prestazione | Data                            | Competizione |
| -------- | ------------------------------ | ----------- | ------------------------------- | ------------ |
| Europeo  | Dina Asher-Smith Gran Bretagna | 10"85       | 7 agosto 2018 Berlino, Germania | Europei 2018 |

### La stagione
Prima di questa gara, le atlete europee con le migliori tre prestazioni dell'anno erano:
| Pos. | Atleta                         | Prestazione | Data                                         |
| ---- | ------------------------------ | ----------- | -------------------------------------------- |
| 1    | Dina Asher-Smith Gran Bretagna | 10"83       | 17 luglio 2022 Eugene, Stati Uniti d'America |
| 2    | Mujinga Kambundji Svizzera     | 10"89       | 24 giugno 2022 Letzigrund, Svizzera          |
| 3    | Daryll Neita Regno Unito       | 10"90       | 3 agosto 2022 Birmingham, Regno Unito        |

## Risultati

### Batterie
Le batterie si sono corse a partire dalle 11:05 del 15 agosto. Le prime 3 di ogni batteria (Q) e i 4 migliori tempi tra le escluse (q) si qualificano alle semifinali.

#### Batteria 1
| Posizione | Corsia | Atleta                 | Nazionalità | Tempo | Note |
| --------- | ------ | ---------------------- | ----------- | ----- | ---- |
| 1         | 8      | Zaynab Dosso           | Italia      | 11"38 | Q    |
| 2         | 4      | Magdalena Stefanowicz  | Polonia     | 11"44 | Q    |
| 3         | 2      | Géraldine Frey         | Svizzera    | 11"45 | Q    |
| 4         | 5      | Patrizia van der Weken | Lussemburgo | 11"46 | q    |
| 5         | 6      | Rani Rosius            | Belgio      | 11"47 | q    |
| 6         | 3      | Milana Tirnanić        | Serbia      | 11"57 | q    |
| 7         | 1      | Magdalena Lindner      | Austria     | 11"58 |      |
| 8         | 7      | Viktória Forster       | Slovacchia  | 11"72 |      |

#### Batteria 2
| Posizione | Corsia | Atleta            | Nazionalità   | Tempo | Note |
| --------- | ------ | ----------------- | ------------- | ----- | ---- |
| 1         | 2      | Delphine Nkansa   | Belgio        | 11"33 | Q    |
| 2         | 4      | Jaël Bestué       | Spagna        | 11"39 | Q    |
| 3         | 8      | Ashleigh Nelson   | Gran Bretagna | 11"41 | Q    |
| 4         | 3      | Tatjana Pinto     | Germania      | 11"43 | Q    |
| 5         | 1      | Irene Siragusa    | Italia        | 11"57 | q    |
| 6         | 7      | Mathilde Kramer   | Danimarca     | 11"58 |      |
| 7         | 5      | Eva Kubíčková     | Rep. Ceca     | 11"61 |      |
| 8         | 6      | Olivia Fotopoulou | Cipro         | 11"62 |      |

#### Batteria 3
| Posizione | Corsia | Atleta                         | Nazionalità | Tempo | Note   |
| --------- | ------ | ------------------------------ | ----------- | ----- | ------ |
| 1         | 7      | Boglárka Takács                | Ungheria    | 11"44 | Q      |
| 2         | 2      | Lorène Bazolo                  | Portogallo  | 11"48 | Q      |
| 3         | 3      | Mallory Leconte                | Francia     | 11"49 | Q      |
| 4         | 8      | Rebekka Haase                  | Germania    | 11"50 | q      |
| 5         | 4      | Rafailia Spanoudaki-Chatziriga | Grecia      | 11"62 |        |
| 6         | 6      | Sonia Molina-Prados            | Spagna      | 11"64 | (.632) |
| 7         | 5      | Gloria Hooper                  | Italia      | 11"64 | (.635) |

### Semifinali
Le semifinali si sono corse a partire dalle 20:35 del 16 agosto. Le prime 2 di ogni semifinale (Q) e i 2 tempi migliori tra le escluse (q) si qualificano alla finale.

#### Semifinale 1
| Posizione | Corsia | Atleta                | Nazionalità   | Tempo | Note   |
| --------- | ------ | --------------------- | ------------- | ----- | ------ |
| 1         | 6      | Daryll Neita          | Gran Bretagna | 10"95 | Q,     |
| 2         | 5      | Gina Lückenkemper     | Germania      | 11"11 | Q,     |
| 3         | 4      | Imani Lansiquot       | Gran Bretagna | 11"23 | q,     |
| 4         | 3      | Zaynab Dosso          | Italia        | 11"28 | q      |
| 5         | 7      | Géraldine Frey        | Svizzera      | 11"38 |        |
| 6         | 8      | Lorène Bazolo         | Portogallo    | 11"42 |        |
| 7         | 2      | Magdalena Stefanowicz | Polonia       | 11"43 |        |
| -         | 1      | Milana Tirnanić       | Serbia        | dq    | TR16.8 |

#### Semifinale 2
| Posizione | Corsia | Atleta                 | Nazionalità   | Tempo | Note   |
| --------- | ------ | ---------------------- | ------------- | ----- | ------ |
| 1         | 6      | Dina Asher-Smith       | Gran Bretagna | 11"15 | Q,     |
| 2         | 3      | María Isabel Pérez     | Spagna        | 11"35 | Q,     |
| 3         | 1      | Boglárka Takács        | Ungheria      | 11"49 |        |
| 4         | 2      | Patrizia van der Weken | Lussemburgo   | 11"51 |        |
| 5         | 4      | Rebekka Haase          | Germania      | 11"52 |        |
| 6         | 8      | Rani Rosius            | Belgio        | 11"53 |        |
| 7         | 5      | Nathacha Kouni         | Svizzera      | 11"54 | [ 4 ]  |
| -         | 1      | Mallory Leconte        | Francia       | dq    | TR16.8 |

#### Semifinale 3
| Posizione | Corsia | Atleta            | Nazionalità   | Tempo | Note  |
| --------- | ------ | ----------------- | ------------- | ----- | ----- |
| 1         | 6      | Mujinga Kambundji | Svizzera      | 11"05 | Q,    |
| 2         | 4      | Ewa Swoboda       | Polonia       | 11"22 | Q,    |
| 3         | 5      | Diana Vaisman     | Israele       | 11"36 | [ 4 ] |
| 4         | 7      | Delphine Nkansa   | Belgio        | 11"39 |       |
| 5         | 3      | Jaël Bestué       | Spagna        | 11"40 |       |
| 6         | 2      | Ashleigh Nelson   | Gran Bretagna | 11"47 |       |
| 7         | 8      | Tatjana Pinto     | Germania      | 11"55 |       |
| 8         | 1      | Irene Siragusa    | Italia        | 11"56 |       |

### Finale
La finale si è corsa alle 22:25 del 16 agosto.
| Posizione | Corsia | Atleta             | Nazionalità   | Tempo | Note     |
| --------- | ------ | ------------------ | ------------- | ----- | -------- |
| Oro       | 6      | Gina Lückenkemper  | Germania      | 10"99 | (.984) = |
| Argento   | 4      | Mujinga Kambundji  | Svizzera      | 10"99 | (.989)   |
| Bronzo    | 5      | Daryll Neita       | Gran Bretagna | 11"00 |          |
| 4         | 7      | Ewa Swoboda        | Polonia       | 11"18 |          |
| 5         | 1      | Imani Lansiquot    | Gran Bretagna | 11"21 |          |
| 6         | 8      | María Isabel Pérez | Spagna        | 11"28 |          |
| 7         | 2      | Zaynab Dosso       | Italia        | 11"37 |          |
| 8         | 3      | Dina Asher-Smith   | Gran Bretagna | 16"03 |          |